# Silnik turboodrzutowy
Silnik turboodrzutowy – rodzaj (odmiana) silnika odrzutowego, przepływowego, posiadający wał z turbiną napędzaną energią gazów wylotowych i sprzężoną wałem sprężarkę sprężającą powietrze kierowane do komór spalania. Silnik napędza statek powietrzny poprzez wykorzystanie zjawiska odrzutu gazów. W przeciwieństwie do silnika rakietowego wykorzystuje otaczające powietrze do procesu spalania paliwa. Silnik ten montowany jest zazwyczaj w samolotach (były rekordowe pojazdy kołowe (np. Thrust SSC) bardzo dużych prędkości). Popularnie nazywany jest po prostu silnikiem odrzutowym.
Pierwszy silnik turboodrzutowy zbudowany został w latach 30. XX wieku przez angielskiego konstruktora Franka Whittle'a, natomiast silnik Heinkel HeS 3 zbudowany przez Hansa von Ohaina napędzał pierwszy samolot turboodrzutowy w historii, Heinkel He 178, który odbył pierwszy lot w sierpniu 1939 r.

Schemat typowego silnika odrzutowego z turbiną gazową. Powietrze wpływające do silnika jest sprężane przez łopatki wentylatora, a następnie jest mieszane z paliwem, spalającym się w sprężonym powietrzu w sekcji spalania

Silnik turboodrzutowy jest najprostszym z silników turbinowych, jednak przy prędkościach poddźwiękowych wykazuje mniejszą wydajność (mniejszą sprawność napędową) i większe zużycie paliwa niż silnik turboodrzutowy dwuprzepływowy, a zwłaszcza silnik turbowentylatorowy.

## Budowa silnika
Części zasadnicze: wlot powietrza, sprężarka, komora spalania (z wtryskiwaczami paliwa), turbina, dysza wylotowa, wał. Części pomocnicze, współpracujące: układ paliwowy (z pompami), układ olejowy (z pompami i czasem chłodnicą oleju), czujniki, układy sterujące i monitorujące.

## Zasada działania
Powietrze jest zasysane i sprężane przez sprężarkę (promieniową lub znacznie częściej osiową, jedno- lub wielostopniową). Następnie trafia do komory spalania (lub kilku komór rozmieszczonych obwodowo wokół osi silnika), gdzie paliwo (nafta lotnicza) podawana jest przez wtryskiwacze, a układ zapłonowy zapala paliwo w rozgrzanym od sprężania powietrzu. Spalanie paliwa zwiększa temperaturę gazów w komorze spalania. Gorące gazy spalinowe napędzają turbinę, która jest sprzęgnięta wałem z wymienioną wcześniej sprężarką. Turbina napędza sprężarkę, co powoduje podtrzymanie pracy silnika. Po uruchomieniu silnika układ zapłonowy jest niepotrzebny (jest wyłączony).
Ciąg silnika wynika z różnicy pędu gazów wpadających przez wlot i opuszczających silnik przez dyszę wylotową ze zwiększoną prędkością, a bezpośrednio jest rezultatem działania ciśnień na różne elementy silnika – od sprężarki poprzez komorę spalania, turbinę (lub turbiny) po dyszę wylotową.

### Charakterystyki
Rozróżnia się charakterystyki silnika turboodrzutowego:
- obrotową,
- wysokościową,
- prędkościową,
- klimatyczną.